# 波希米亞和摩拉維亞保護國
波希米亞和摩拉維亞保護國 （德語：Reichsprotektorat Böhmen und Mähren）是納粹德國在捷克斯洛伐克西部 （今捷克共和國，但不包括當時德裔人佔多數的蘇台德區，因为这部分区域已被划归给德国）建立的半吞并傀儡政權。1939年3月15日由希特勒親自宣佈成立，並隨著納粹德國投降而滅亡。
保护国人口主由捷克人组成，而苏台德区的人口由德国人占主导地位。1939年3月14日斯洛伐克独立，第二天德国占领了捷克的残余部分。德国元首阿道夫·希特勒于1939年3月16日在布拉格城堡发布公告，建立了保护国，违反了《慕尼黑协定》。当时捷克斯洛伐克在总统埃米尔·哈查的领导下不得不奉行亲德外交政策；在1939年3月15日与希特勒会晤时，哈查服从了德国的要求，并发表声明说，鉴于事态发展，他接受德国将决定捷克人民的命运；希特勒接受哈查的声明，宣布德国将为捷克人民提供一个由捷克族人管理的自治保护国。哈查在同一天被任命为该保护国的总统。
保护国是一个名义上的自治单位，而德国政府是视其为大德意志帝国的一部分。在第二次世界大战期间，有丰富经验的捷克劳动力和发达的工业被迫为德国的战争经济做出了重大贡献。由于保护国正好在盟军轰炸的范围之外，捷克的经济几乎可以不受干扰地运作，直到战争结束。
保护国行政当局深入参与了波希米亚和摩拉维亚对犹太人等大屠杀的各个阶段。
保护国的存在随着1945年德国向盟国的投降而结束。战后，一些保护国官员被指控叛国，但根据当时捷克社会的普遍看法，保护国并没有被完全认定为叛国政权而遭到反对。

## 历史
捷克斯洛伐克被迫接受1938年9月30日《慕尼黑协议》的条款后，纳粹德国将德国边境上德裔占多数的苏台德地区吞并，五个月后，纳粹德国违反了《慕尼黑协定》；在纳粹德国的支持下，斯洛伐克议会宣布斯洛伐克独立，阿道夫·希特勒将捷克斯洛伐克总统埃米尔·哈查召到柏林，恐吓他接受德国对捷克这残余的国家的占领并将其改组为德国保护国。
1939年3月16日，希特勒簽署法令，宣布被德軍佔領的捷克斯洛伐克領土（包括波希米亞和摩拉維亞地區）併入德國，但成立了位於德國境內的波希米亞和摩拉維亞保护國。由于建立保护国的行动在德国历史上无先例，因而纳粹德国当局有意让保护国「拥有表面上的独立」，以鼓励捷克人与他们合作。然而，尽管保护国拥有自己的邮票和总统卫队，但真正的权力却掌握在纳粹当局手中。
哈查被暗示需从保护国的帝国专员康斯坦丁·馮·紐賴特那里来自德国的得到“指导”来统治。
1945年5月11日，布拉格攻勢結束，捷克斯洛伐克臨時政府接管了二戰前（1937年）捷克斯洛伐克的領土，波希米亞和摩拉維亞保護國解散。

## 外部連結
- Amtliches Deutsches Ortsbuch für das Protektorat Böhmen und Mähren
- 地图 （页面存档备份，存于）